# Payton Jordan

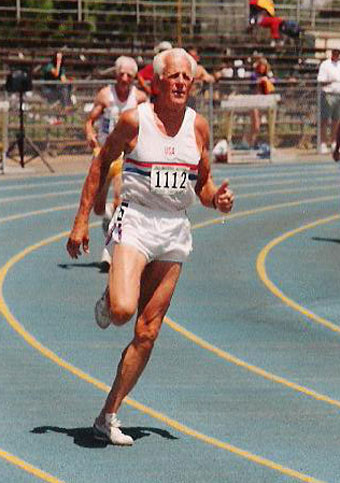
Payton Jordan bei den USATF National Masters Track & Field Championships in San José, 1997

Payton Jordan (* 19. März 1917 in Whittier, Kalifornien; † 5. Februar 2009 in Laguna Hills, Kalifornien) war ein erfolgreicher amerikanischer Leichtathlet und Leichtathletiktrainer.

## Leben
Jordan war in der High School ein hervorragender Sprinter, der auch Ball spielen konnte (Rugby und American Football). Er war der Star der Pasadena High School in Pasadena, Kalifornien, besuchte das Santa Monica City College und schloss anschließend die University of Southern California (USC) mit dem Bachelor in Leibesübungen ab. Er war Teil der USC-Mannschaft, die 1938 und 1939 (als Kapitän) amerikanischer Hochschulmeister (NCAA) wurde und spielte siegreich im Rose Bowl. Er war Teil der USC-Sprintstaffel (4 × 110 yds), die mit 40,5 s Weltrekord lief. 1941 wurde er offener amerikanischer Meister (AAU) über 100 m. Durch den Weltkrieg (Freiwilliger in der Marine) kam er um seine Chance, an den Olympischen Spielen 1940 und ggf. 1944 teilzunehmen.
Nach dem Krieg wurde er zunächst Leichtathletiktrainer des privaten Occidental College, mit dem er zweimal amerikanischer Meister der kleinen Colleges (NAIA) wurde und zehnmal die Liga gewann. Von 1957 bis 1979 war er Cheftrainer der Stanford University. Von seinen Athleten nahmen sieben an den Olympischen Spielen teil, und sechs stellten Weltrekorde auf. Er war der Cheftrainer der amerikanischen Leichtathleten bei den Olympischen Spielen 1968. Als Trainer, der nur Erfahrungen an weißen Elite-Universitäten gesammelt hatte, war er nicht in der Lage die Demonstrationen von Tommie Smith und John Carlos im Vorfeld einzudämmen. Schon 1966 hatte er den englischen Sprinter Patrick Morrison, der sich geweigert hatte, seine langen Haare auf die vom Trainer vorgeschriebene Länge zu trimmen, von der Mannschaft suspendiert und ihm später das Stipendium in Stanford entzogen, was ihn für den Umgang mit schwarzen selbstbewussten Studierenden nicht unbedingt qualifizierte.

## Altersklassensportler
Von 1967 an begann er wieder selbst zu trainieren und wurde einer der erfolgreichsten Altersklassensprinter, der bei amerikanischen Meisterschaften erfolgreich war und Weltrekorde aufstellte:
Weltrekord 100 m Masters (s):
- 70+ 12,91
- 75+ 13,72
- 80+, 14,65 (1997, Modesto Relays, Modesto, California)

Weltrekord 200 m Masters:
- 70+, 26,8
- 75+, 28,14
- 80+, 30,89 (1997, San Jose City College)

Amerikanischer Rekord 100 m Masters:
- 60+, 11,8
- 65+, 12,6
- 70+, 12,91
- 75+, 13,72
- 80+, 14,65

Amerikanischer Rekord 200 m Masters:
- 70+, 26,8
- 75+, 28,14
- 80+, 30,89

## Ehrungen
- 1982 Aufnahme in die USA National Track and Field Hall of Fame
- 1996 Aufnahme in die USATF Masters Hall of Fame
- Seit 2004 jährlich: Payton Jordan US Track & Field Open (in Stanford)
- Außerdem Aufnahmen in die U.S. Track & Field and Cross Country Coaches Association,  USC Hall of Fame, Occidental College Hall of Fame, Stanford University Hall of Fames, NAIA Hall of Fame, Mt. SAC Relays Hall of Fame und die National Senior Games Association Hall of Fame.